# Nadace Partnerství
Nadace Partnerství je česká environmentální nadace fungující od roku 1992. Poskytuje granty a nabízí odborné a vzdělávací služby v oblasti ochrany životního prostředí lidí a péče o trvale udržitelný rozvoj. Nadace Partnerství je členem mezinárodního konsorcia nadací Environmental Partnership Association.

## Historie
Předchůdcem české Nadace Partnerství byl program Environmental Partnership for Central Europe. Ten založily v roce 1990 americké nadace C.S. Mott Foundation, German Marshall Fund a Rockefeller Brothers Fund s cílem podpořit ochranu životního prostředí a posílit demokracii v postkomunistických zemích. Zpočátku byla pomoc založená pouze na grantování a stážích z USA a dohled prováděla washingtonská kancelář The German Marshall Fund of the United States, která pak v roce 1992 založila podle českého práva Nadaci Partnerství.
Zpočátku nadace sídlila v Praze, roku 1994 přesídlila do Brna. Klíčovou postavou nadace byl geograf a environmentalista Miroslav Kundrata, který byl po 25 let do roku 2019 jejím ředitelem.

### Přehled ředitelů Nadace Partnerství
| Období       | Ředitel           |
| ------------ | ----------------- |
| 1993 - 1994  | Ivan Indráček     |
| 1994 - 2019  | Miroslav Kundrata |
| 2019 - dosud | Petr Kazda        |

## Činnost
Nadace Partnerství se snaží o vznik kvalitních veřejných prostranství, zklidňování dopravy, péči o zeleň ve městě i v krajině, prosazování šetrné turistiky a cyklistiky a environmentálně ohleduplné stavění.
V roce 2013 Nadace Partnerství zahájila provoz vzdělávacího a poradenského centra Otevřená zahrada v Brně. Tato stavba získala v soutěži Stavba roku 2013 zvláštní cenu ministra životního prostředí za energeticky úspornou stavbu. Stavba dále získala v soutěži Český energetický a ekologický projekt 2012 Cenu Ministerstva životního prostředí.
Nadace Partnerství každý rok vyhlašuje celostátní anketu Strom roku a spolu s Nadací Charty 77 environmentální Cenu Josefa Vavrouška. Přispěla ke vzniku Moravské vinařské stezky, Labské stezky a trasy Eurovelo, založila také Festival otevřených sklepů. 
Od roku 2011 je brněnským koordinátorem soutěže Do práce na kole. V rámci této soutěže zjišťuje prostřednictvím on-line dotazníku, ve kterém městě se cyklisté cítí nejlépe, tzv. Cyklobarometr. Od roku 2015 organizuje Nadace Partnerství v Brně s Fakultou sociálních studií Masarykovy univerzity nejstarší český[zdroj?] environmentální filmový festival Ekofilm. V roce 2018 spustila certifikaci pro zaměstnavatele Cyklozaměstnavatel. Další založila certifikaci Cyklisté vítáni, která kvalitu služeb ubytovacích a stravovacích zařízení pro cyklisty. 